# Italianisering
Italianisering houdt in dat niet-Italiaanse volkeren de Italiaanse taal opgelegd krijgen.

## Geschiedenis
Alhoewel hier al eerder sprake van is geweest, was de 20e eeuw wel het hoogtepunt van het italianiseren. Door de fascistische regering van  Benito Mussolini werden Slavische, Franse, Duitse en Griekse volkeren gedwongen de Italiaanse taal en cultuur aan te nemen. Deze politiek was gebaseerd op de overtuiging dat de Italiaanse cultuur superieur zou zijn aan andere culturen. Tijdens het fascisme vormde Il fascismo di frontiera (het "grensfascisme") de bekroning van de gewelddadige ideologie: een op dubieuze rassentheorie gebaseerde vernietiging van niet-Italiaanse elementen in de nieuw verworven gebiedsdelen.
De autochtone Sloveense en Kroatische bevolking van Istrië (Primorska), dat tussen 1919 en 1945 bij Italië behoorde, en de Duitsers, of, zoals zij zichzelf noemden, de Oostenrijkers in Zuid-Tirol dat na 1919 ook bij Italië gevoegd werd, waren allen slachtoffer van de italianiseringspolitiek.
In de 19de eeuw waren Griekse en Albanese dorpen in Calabrië en op Sicilië hen voorgegaan. Deze dorpen werden bewoond door de nakomelingen van vluchtelingen die tijdens de 16de eeuw waren uitgeweken voor de Ottomaanse overheersing. De Arpitaanse bevolking (ook wel Franco-Provençaalse bevolking genoemd) en ook Franssprekende bevolking in Valle d'Aosta behoorden ook tot de minderheidsgroeperingen die na de eenwording te maken kregen met italianisering. Zij kwamen onder een nationaal kerk- en onderwijsregime.
In het fascistische Italië zoals dat in de jaren twintig van de twintigste eeuw vorm kreeg, werden de etnische en nationale minderheden in de, na de Eerste Wereldoorlog geannexeerde, minderhedenregio's onder Italiaanse discipline gebracht. Sloveense en Kroatische verenigingen zoals het Narodni dom in Triëst werden geïntimideerd en later verboden en dit gold ook voor de  Duitstalige verenigingen in Zuid-Tirol. Met name het onderwijs werd in deze, in 1919, geannexeerde gebieden al snel geheel Italiaans. Alles wat aan de Sloveense, Kroatische, Franse of Duitse cultuur refereerde moest uit het straatbeeld verwijderd worden. Volgens deze ideologie werden al deze volkeren gedwongen Italiaanse namen aan te nemen, de Italiaanse taal te leren en mocht in hun kerken en in het openbaar alleen Italiaans gesproken worden. Italianen uit diverse regio’s, vooral uit het zuiden, werden aangemoedigd zich te vestigen in gebieden waar de Italiaanse cultuur niet dominant was, om deze met hun aanwezigheid daar te gaan versterken. Met name uit de Apennijnen werden onderwijzers aangetrokken om niet-Italiaanse leraren in de bezette gebieden te vervangen. Vanuit Istrië (het westelijke deel van het huidige Slovenië en Kroatië) werden intellectuelen, als priesters en onderwijzers, gedeporteerd naar het binnenland van Italië, Sardinië, Ventotene, Medea en in andere strafkampen gevangengezet. De niet-Italiaanse media, politieke en culturele organisaties werden verboden, het niet-Italiaanse bankwezen en bedrijfsleven werd systematisch onteigend en overgedragen aan Italiaanse immigranten. Veel Slovenen en Kroaten aanvaardden de hun onder dwang en intimidatie opgelegde italianisering. Degenen die zich keerden tegen de radicale verdringing van hun culturele erfgoed kregen met strafrechtelijke vervolging te maken. Dat leidde in Istrië, in 1924, tot oprichting van de gewapende verzetsorganisatie TIGR, die bijzonder hardhandig door het fascistische regime werd vervolgd. In 1941, na de inval in Joegoslavië, mocht Italië Dalmatië en westelijk Slovenië, de hoofdstad Ljubljana ('Lubiana') inbegrepen, annexeren. De italianisering van deze gebieden werd voorgenomen maar kon amper ten uitvoer worden gebracht door de oorlogsomstandigheden.
Ook de bevolking op de Sporadeneilanden (de Dodekanesos), waarvan de grootste Kos, Patmos en Rhodos zijn, kwam in aanraking met dit beleid. Deze eilandengroep voor de kust van Turkije was al voor de Eerste Wereldoorlog in 1912 door Italië geannexeerd, dat zich daarbij beriep op de vroegere Venetiaanse heerschappij over deze eilanden. Er woonde een voornamelijk Grieks-sprekende bevolking, en een kleine Turks-sprekende minderheid en een nog kleinere Joodse Ladino-sprekende minderheid. Italiaanssprekenden kwamen daar nauwelijks voor. Toch moesten na de annexatie de scholen in het Italiaans onderwijzen en de Grieks-Orthodoxe Kerk werd ten faveure van de Rooms-Katholieke Kerk van haar plaats gedrongen. Als gevolg hiervan vond emigratie van Grieken plaats en ter bevordering van het italianiseren werd de immigratie van Italianen gestimuleerd. In de Tweede Wereldoorlog kon Italië zijn gezag niet handhaven en daarna zijn de eilanden bij Griekenland gevoegd.
In 1939 troffen Mussolini en Hitler een overeenkomst betreffende de Duitse bevolking in Zuid-Tirol: Zij konden emigreren naar Duitsland (of zijn veroverde gebieden) of blijven en het beleid accepteren. Hierdoor raakte Zuid-Tirol verdeeld: degenen die bleven  ("Dableiber") werden gezien als verraders, degenen die wegtrokken ("Optanten") werden als nazi’s beschouwd. Men kan in dit opzicht van etnische zuivering spreken. 
Door het uitbreken van de Tweede Wereldoorlog werd de overeenkomst nooit geheel uitgevoerd. Halverwege 1943 had een derde deel van de bevolking Zuid-Tirol verlaten. Toen de geallieerden vanuit het zuiden optrokken, gaf Italië zich over. Het gezagsvacuüm werd nu door het Duitse leger ingevuld met de bezetting van het noorden van het land en met, op 23 september 1943, de uitroeping van een marionettenstaat onder Duits gezag, de Italiaanse Sociale Republiek. De uitzetting van Duitstalige Tirolers moest nu worden stopgezet. Na de oorlog wilde het herrezen Italië de optanten geen terugkomst toestaan, maar onder druk van de geallieerde overwinnaars en van Oostenrijk kon een deel van hen toch naar hun oude woonplaatsen terugkeren. Inmiddels werd de immigratie van Italianen in Zuid-Tirol, vooral in de steden, sterk opgevoerd. In de jaren vijftig van de twintigste eeuw werd met bomaanslagen geprotesteerd tegen de italianisering van bestuur en onderwijs, die voortging ondanks de minderhedenrechten die de Zuid-Tirolers op papier toegekend hadden gekregen. Pas nadat Oostenrijk zijn aanspraken op het gebied had laten vallen en rechtstreekse besprekingen tussen Wenen en Rome mogelijk waren geworden, is de situatie genormaliseerd. De Zuid-Tirolers kunnen bestuur en onderwijs verregaand zelf bepalen in het parlement van de nu autonome regio Zuid-Tirol.
Eenzelfde regie vond plaats in Val Canale, het 'Kanaltal' dat bij de Oostenrijkse provincie Karinthië behoorde maar in 1921 aan Italië werd overgedragen. Voor de Eerste Wereldoorlog woonden er geen Italianen maar alleen Duitstaligen en Sloveenstaligen. De Duitstalige Karinthiërs, ongeveer de helft van de bevolking, de andere helft bestond uit Slovenen, werden in de overeenkomst tussen Hitler en Mussolini voor een deel naar Duitsland uitgewezen en voor een deel ondergebracht in de Oostenrijkse provincie Stiermarken, waar zij de boerderijen van daar wonende, maar nu eveneens te deporteren Slovenen, in bezit namen. De Slovenen in het Val Canale mochten blijven omdat zij 'italianiseerbaar' werden geacht, vooral nu Italiaanse immigranten de plaatsen van de Duitstaligen gingen innemen. Na de oorlog zijn weinigen van de oorspronkelijke bewoners teruggekeerd.